# V509 Близнецов
V509 Близнецов (лат. V509 Geminorum) — двойная затменная переменная звезда типа W Большой Медведицы (EW) в созвездии Близнецов на расстоянии приблизительно 3 662 световых лет (около 1 123 парсек) от Солнца. Видимая звёздная величина звезды — от +12,46m до +12,2m. Орбитальный период — около 0,647 суток (15,527 часа).

## Характеристики
Первый компонент — жёлто-белая звезда спектрального класса F. Радиус — около 2,36 солнечных, светимость — около 12,102 солнечных. Эффективная температура — около 7015 К.
Второй компонент — жёлто-белая звезда спектрального класса F.